# Запад
Запад (словац. Západ) — міська частина, громада округу Кошиці II, Кошицький край. Кадастрова площа громади — 5.53 км².
Населення 39409 осіб (станом на 31 грудня 2020 року).

## Географія
Протікає Чічковський потік.

## Історія
Запад згадується 1962 року.